# Eli Cohen (Politiker, 1972)

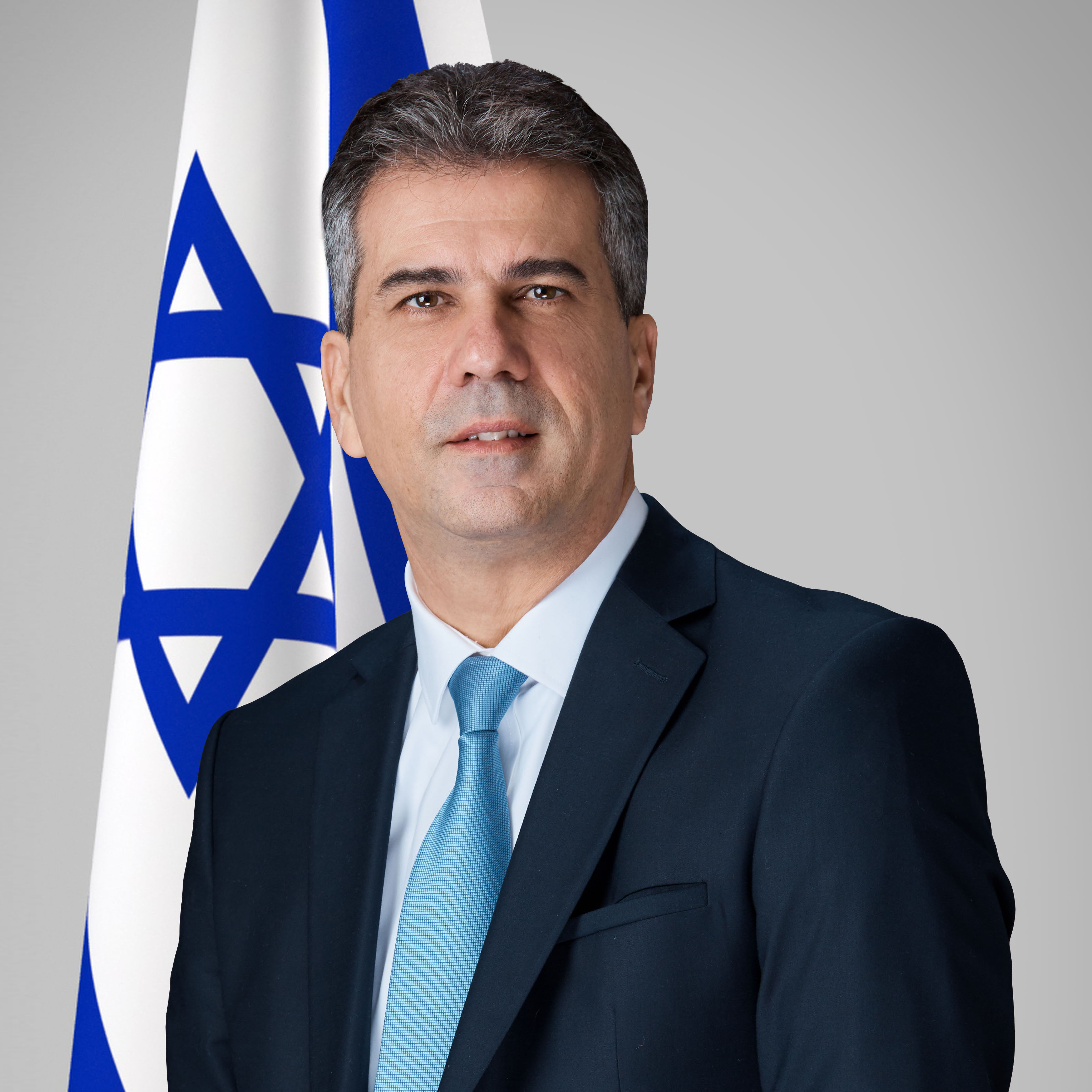
Eli Cohen, 2017

Eli Cohen (hebräisch אלי כהן; * 3. Oktober 1972 in Cholon)  ist ein israelischer Politiker der Partei Likud (seit 2019) und der Partei Kulanu (bis 2019). Von Dezember 2022 bis Januar 2024 war er israelischer Außenminister. Seit Januar 2024 ist er Minister für nationale Infrastruktur, Energie und Wasser.

## Leben
Cohen studierte nach seinem Militärdienst an der Universität Tel Aviv und an der Open University of Israel Wirtschaftswissenschaften. Er war als Vizepräsident für das Unternehmen Israel Land Development Company tätig.
Seit dem 31. März 2015 ist er Mitglied der Knesset und war seit dem 23. Januar 2017 Wirtschaftsminister der 34. israelischen Regierung unter Ministerpräsident Benjamin Netanjahu. Anschließend war er vom 17. Mai 2020 bis zum 13. Juni 2021 Nachrichtendiensteminister der 35. israelischen Regierung, wieder unter Ministerpräsident Benjamin Netanjahu.
Seit 29. Dezember 2022 war Cohen im Kabinett Netanjahu VI als Außenminister tätig. Nach einem Treffen mit seiner libyschen Kollegin, Nadschla al-Mangusch, am 27. August 2023, wurde diese vom libyschen Ministerpräsident  Abdul Hamid Dbeiba entlassen und musste aufgrund von Unruhen in Tripolis nach Istanbul ausreisen.
Anfang Juli 2025 gehörte Cohen zu den Unterzeichnern eines Briefes an Ministerpräsident Netanjahu, in dem 14 Minister der Likud-Partei sowie Knesset-Sprecher Amir Ohana die sofortige Annexion des Westjordanlandes forderten.
Cohen ist verheiratet und hat vier Kinder.